# Couvent des Annonciades de Vesoul
Le couvent des Annonciades était une maison religieuse du XVIIe siècle, de l'ordre de l'Annonciade située à Vesoul, en Franche-Comté.
Édifice emblématique de la ville, de par son histoire et le rôle qu'il a eu à travers les siècles, l'ancien couvent des Annonciades subi un incendie en 2009 ce qui l'endommagea considérablement. Après plusieurs années d'hésitation sur le devenir des vestiges du couvent, le bâtiment est rasé par la municipalité en 2023 afin d'y aménager un espace de stationnement.

## Histoire

### Couvent des Annonciades
Construit entre 1613 et 1616, le couvent des Annonciades est fondé par onze jeunes filles appartenant à la bourgeoisie vésulienne, dont Françoise Carementrant, âgée de 21 ans, fille de Claude Carementrant, lieutenant général du bailliage d'Amont, tué lors du siège de Vesoul de 1595. Le couvent est construit à l'emplacement de l'ancien collège de Vesoul, détruit lors de ce même siège en 1595. La chapelle est construite en 1613 ; la première pierre de l'église y est posée le 24 mai 1613 et le couvent est terminé en 1616.
Sous la Révolution, les religieux sont expulsés des couvents et les biens réquisitionnés. Après près de deux siècles d'activité, le couvent ferme le 27 novembre 1792.

### Conversion en prison, en asile puis en école
Le couvent est converti en prison pour les femmes pendant la période révolutionnaire. Après la Révolution et une restructuration de son bâti, le complexe est vendu comme bien national au marquis Antoine de Mailly. Par la suite, le couvent est légué par héritage familial, d'abord à sa fille, Claudine-Marguerite de Mailly, qui en hérita puis à Claude-Joseph-Hippolyte Bouvier, né en 1802 à Vesoul, qui en fit sa résidence. Fils de baron Bouvier, militaire et bienfaiteur local et sans descendance, Hippolyte Bouvier fit don à la ville, par testament du 5 juin 1856, des dépendances des Annonciades, (ancienne église, couvent, cours, jardins) afin d'y installer une salle d'asile et un bureau de bienfaisance ; il meurt en 1876 à Franchevelle.
En 1835, est construit sur une partie de l'emplacement des jardins, l'actuelle maison d'arrêt de Vesoul.
Des années 1880 jusqu'en 1935, les collections du musée de Vesoul sont installées dans la chapelle du couvent des Annonciades, à l'initiative du peintre Victor Jeanneney.
Au cours du XXe siècle, l'ancien couvent des Annonciades est converti en école : l'école primaire des Annonciades.

### Fermeture de l'école et destruction de l'édifice
Dans les années 2000, l'école ferma et la ville vendit l'ancien couvent à un promoteur immobilier afin d'y aménager des appartements. Cependant, le projet tarda et le bâtiment délaissé est victime d'un incendie dans la nuit du 9 au 10 mai 2009 par des squatteurs : le bâtiment est alors considérablement ravagé par le feu, 600 m² de toiture sont détruites et les murs partiellement endommagés.
Après l'incendie, les projets de reconversion du bâtiment sont revus à la baisse, le promoteur immobilier finit par se retirer du projet et le propriétaire du terrain et des bâtiments restants cède le terrain à la ville pour un euro symbolique.

### Reconversion du site

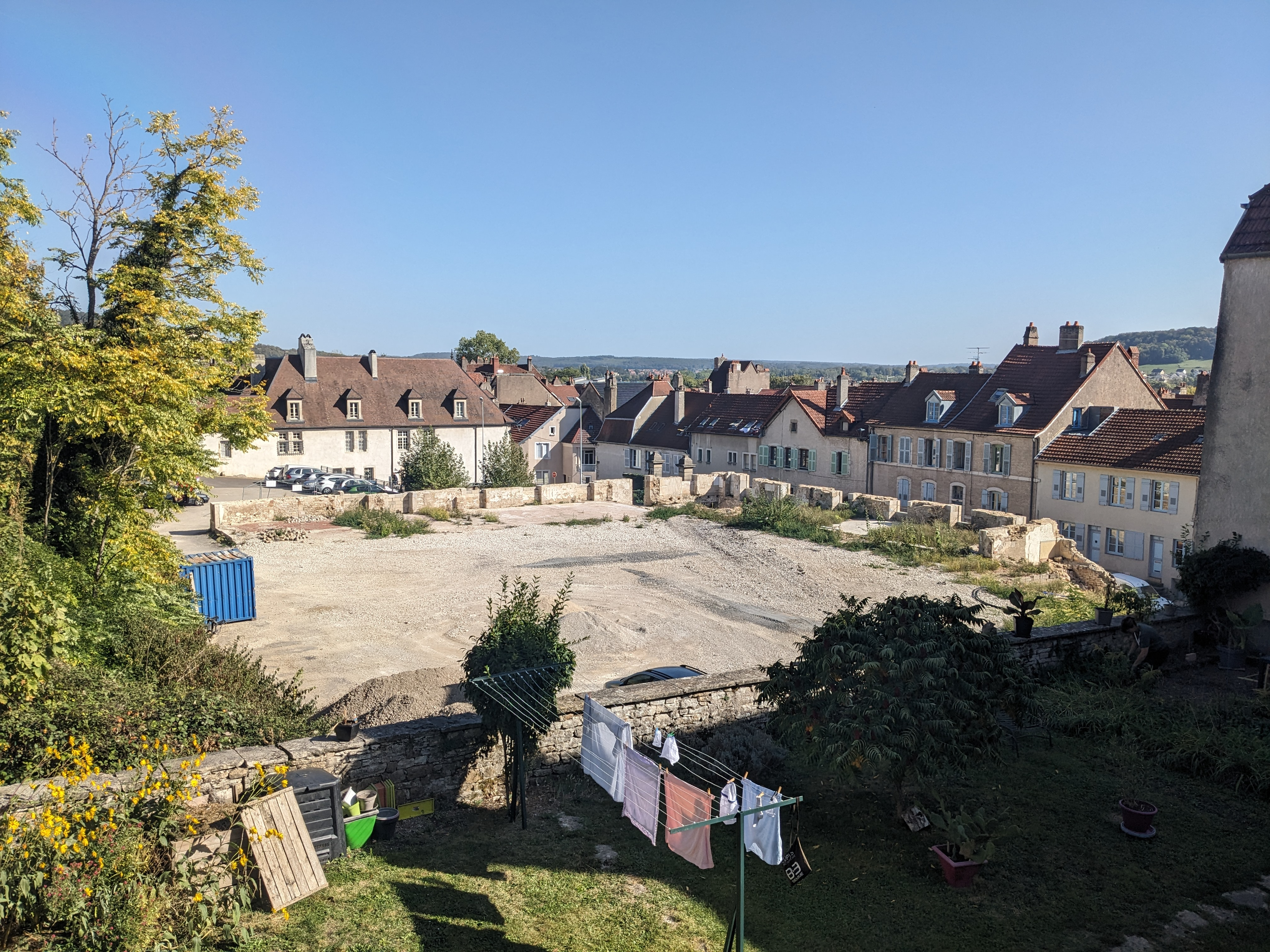
Le site du couvent en cours d'aménagement du parking en octobre 2023. Une partie des murs du couvent doit être conservée.

En décembre 2019, le maire de Vesoul Alain Chrétien déclare que la ville va y aménager un « espace de stationnement paysager ». Cependant, la pandémie de Covid-19 en France met en suspens les travaux de démolition qui devaient débuter en 2021. Début janvier 2023 (début du chantier le 10 janvier), près de quatorze ans après l'incendie du couvent, les vestiges du couvent des Annonciades sont déconstruits afin d'y aménager un parking pouvant accueillir une trentaine de véhicules ainsi qu'un parc avec aire de jeux. Le montant des travaux s'élève à 400 000 euros, dont 70% sont financés par les instances publiques,,.
Par un arrêté du 3 octobre 1989, une partie du site d'une surface de 7 ares fait l'objet d'une protection écologique (biotope), sous l'intitulé « Souterrain des Annonciades ». Cet espace abrite des espèces de l'ordre des chiroptères,.
Le couvent des Annonciades donna son nom à la rue où il se trouve, la rue des Annonciades, ainsi qu'au passage des Annonciades, voie donnant accès à la rue Gevrey depuis la rue des Annonciades.

## La «muraille des Annonciades»
Le couvent se trouvait au sein d'un large domaine foncier, au cœur de la vieille ville, qui appartenait à la congrégation religieuse des Annonciades. Ce domaine était notamment entouré d'une longue muraille à tourelles datant de 1724, qui existe encore. Bien que fortifiée, cette muraille n'était pas une défense militaire de la ville, mais servait uniquement de clôture à l'enceinte du domaine des Annonciades. La muraille longe la rue Charrière des Grands Murs sur plusieurs centaines de mètres.

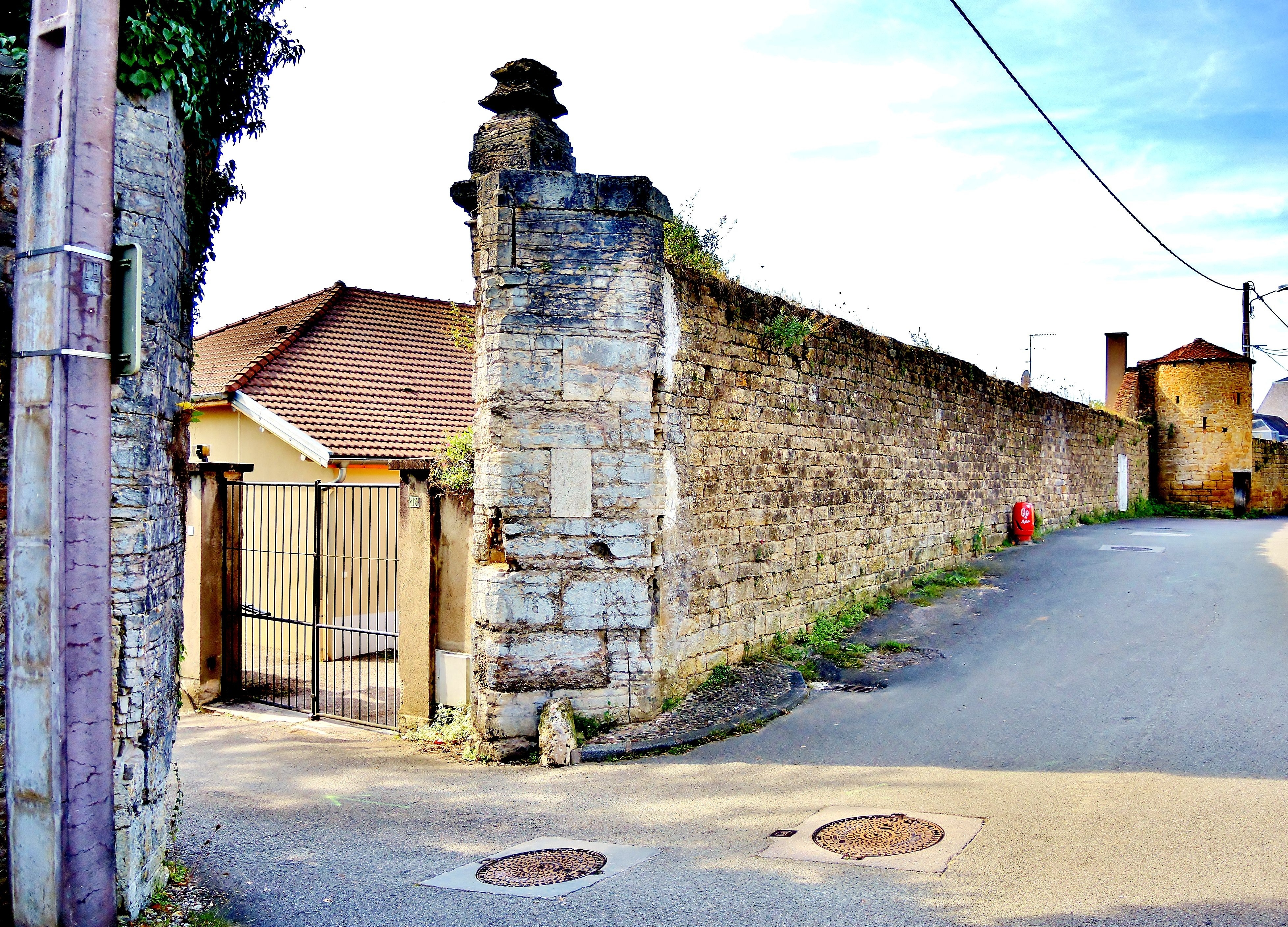
La muraille des Annonciades
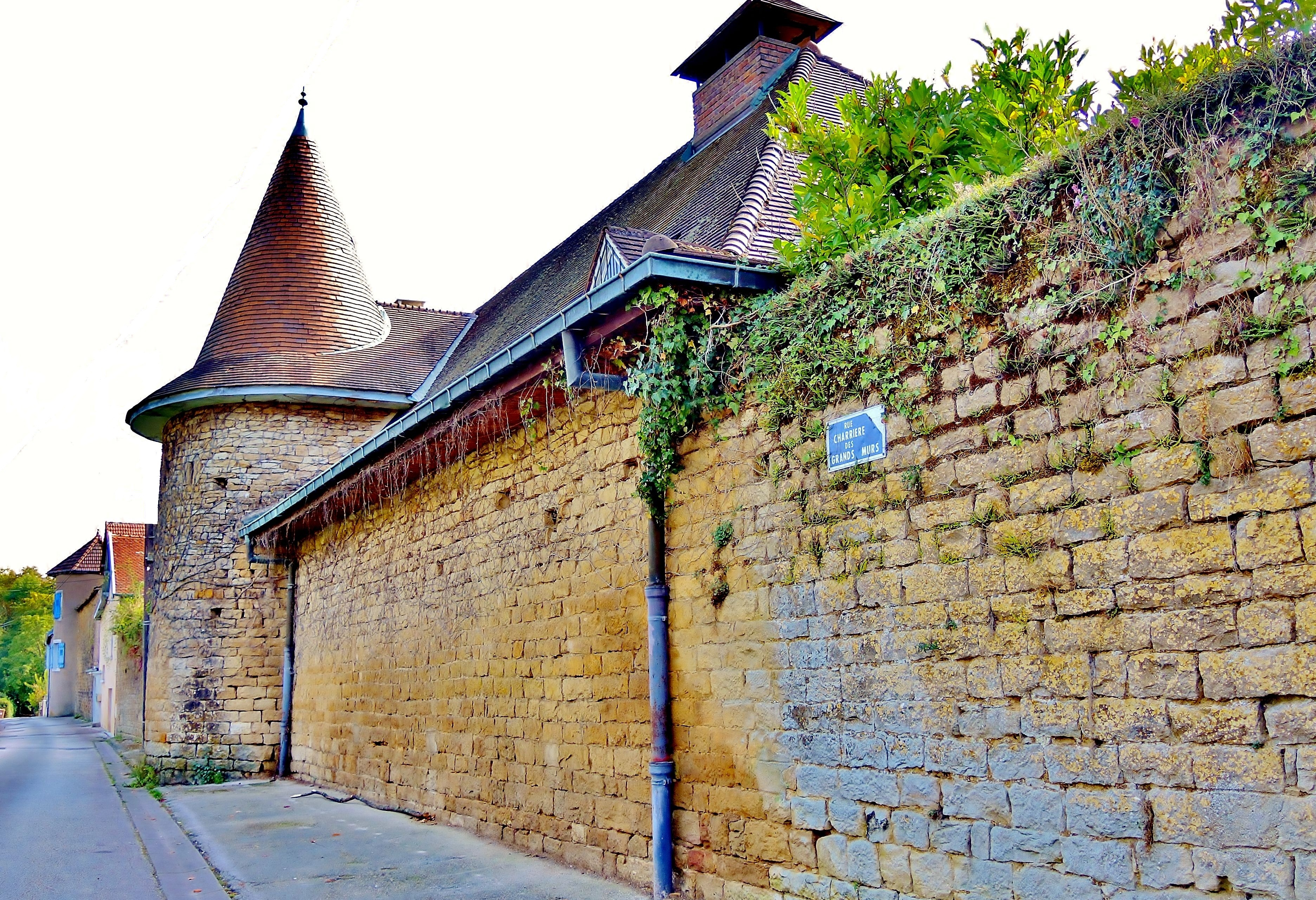
La muraille des Annonciades et une tourelle
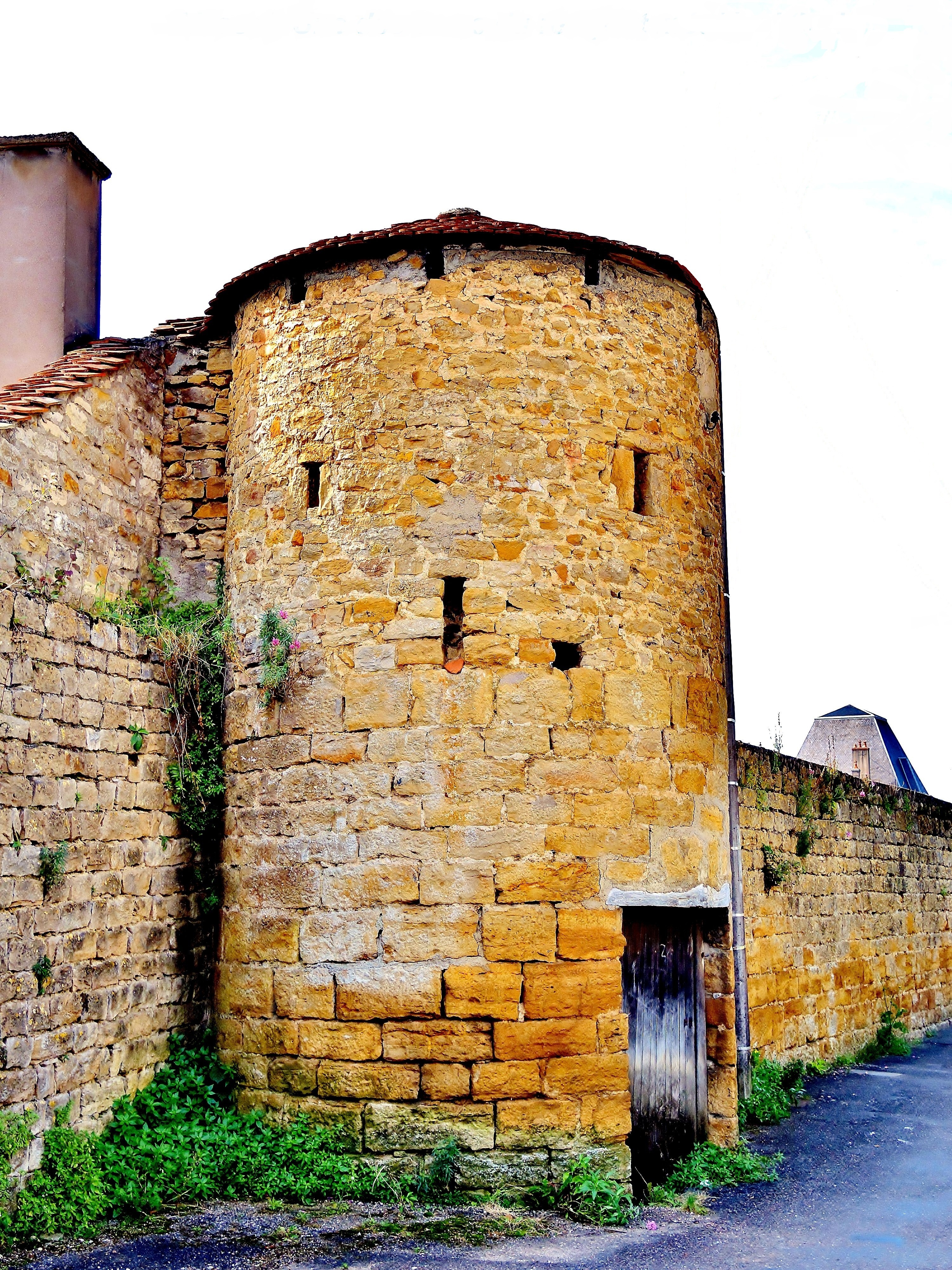
Une des tours de la muraille